# Monte Blue
Monte Blue, wł. Gerard Montgomery Bluefeather (ur. 11 stycznia 1887 w Indianapolis w stanie Indiana,  zm. 18 lutego 1963 w Milwaukee w stanie Wisconsin) – amerykański aktor filmowy i telewizyjny.
Rozpoczął swoją karierę jeszcze w epoce kina niemego od grania głównych ról bohaterów romantycznych. W kolejnych latach grał role postaci charakterystycznych. Zmarł na skutek ataku serca.

## Filmografia[1]
seriale
- 1936: Undersea Kingdom jako Unga Khan
- 1951: The Range Rider
- 1957: Wagon Train jako Wódz Indian
- 1959: Rawhide jako Wanakawa

film
- 1915: Narodziny narodu (niewymieniony w czołówce)
- 1916: Nietolerancja jako lider strajku
- 1917: Ręce do góry jako Dan Tracy
- 1920: Something to Think About jako Jim Dirk
- 1922: Peacock Alley jako Elmer Harmon
- 1928: Białe cienie jako doktor Matthew Lloyd
- 1935: Bengali jako Hamzulla Khan
- 1937: Urodzony dla Dzikiego Zachodu jako Bart Hammond
- 1937: Kłopoty małej pani rola epizodyczna
- 1938: Wielka transmisja jako pasażer (niewymieniony w czołówce)
- 1939: Union Pacific jako Indianin (niewymieniony w czołówce)
- 1940: Droga do Singapuru jako arcykapłan
- 1940: Policja konna Północnego Zachodu jako Indianin (niewymieniony w czołówce)
- 1941: Podróże Sullivana jako policjant w slumsach (niewymieniony w czołówce)
- 1942: Opowieść o Palm Beach jako odźwierny Mike (niewymieniony w czołówce)
- 1942: Przez Pacyfik jako Dan Morton
- 1942: Droga do Maroka jako Doradca Kassima
- 1942: Casablanca jako Amerykanin (niewymieniony w czołówce)
- 1943: The Hard Way jako mężczyzna na widowni (niewymieniony w czołówce)
- 1943: Misja do Moskwy jako Heckler (niewymieniony w czołówce)
- 1943: Konwój jako marynarz (niewymieniony w czołówce)
- 1944: Droga do Marsylii jako drugi oficer (niewymieniony w czołówce)
- 1947: Opętana jako Norris
- 1947: Życie z ojcem jako policjant
- 1948: Koralowa wyspa jako Szeryf Ben Wade
- 1948: Johnny Belinda jako Ben (niewymieniony w czołówce)
- 1949: The Big Wheel jako Deacon Jones
- 1950: Montana jako Charlie Penrose (niewymieniony w czołówce)
- 1954: Ostatnia walka Apacza jako Geronimo

## Wyróżnienia
Aktor posiada swoją gwiazdę na Hollywoodzkiej Alei Gwiazd.